# Липидна кератопатија
Липидна кератопатија (ЛК) ретко је офталмолошко стање које карактерише прогресивно смањење видне оштрине узроковано замућењем рожњаче услед централне акумулације липида. Карактеришу је наслаге липида, накупине холестерола и неоваскуларизација што доводи до поремећаја оптичког квалитета рожњаче.
Може се јавити у два облика: као примарни облик без доказа о претходним васкуларизацијама рожњаче и секундарни облик због постојеће болести рожњаче са васкуларном ексудацијом или због системских поремећаја метаболизма липида.
Пацијенти са ЛК обично имају прогресивни губитак вида и густо замућење рожњаче која је крем боје. Модалитети лечења укључују конзервативне и хируршке приступе фокусиране на елиминацију неоваскуларизације рожњаче.

## Етиопатогенеза
Липидна кератопатија је дегенеративни поремећај са ненаследним обрасцем појаве у коме опацификација рожњаче услед таложења липиди може бити:
Примарна липидна кератопатија (повезан са повишеним нивоима липида у серуму)  прилично јер ретка, обично билатерална болест, без претходне очне патологије, Јавља се спонтано без претходне васкуларизације или запаљења захваћене рожњаче, као стромални депозит холестерола и фосфолипида и са нивоом липида у референтним границама. Није описан патофизиолошки механизам, али постоји веза са прекомерном производњом липида и неуспехом у метаболизму масти који се јавља код системских дислипопротеинемија укључујући Тангерову болест (породични недостатак липопротеина високе густине) и недостатак лецитин холестерол ацилтрансферазе).
Секундарни облик липидна кератопатије повезан  са претходном повредом или  је обично повезан са претходном појавом херпетичне инфекције, као што је херпес зостер кератитис, траумом, јатрогеним оштећењем или дегенерацијом. Системске болести као што је дислипидемија такође се могу бити узрок овог стања. Механизам овог облика укључује поремећај равнотеже између ангиогених и антиангиогених фактора, узрокован повећањем ангиогених фактора што фаворизује неоваскуларизацију рожњаче и доводи до повећане могућности депозиције липида како веће количине липопротеина доспевају у рожњачу. Клиничка слика је обично једнострана са замућењем рођњаче која је крем боје или лепезастим кристалима холестерола који се таложе поред примарних неоваскуларних педикула. За разлику од примарног облика, секундарна липидна кератопатија далеко је чешћа и карактеристично је повезан са неоваскуларизацијом рожњаче  која представља последице зарастања обично услед инфламаторног процеса.
Акумулација липида може бити резултат:
- прекомерне производње,
- поремећеног метаболизма липида
- истовременог поремаћаја оба механизма.

Хистологија
Хистолошка процена показује да се материјал за кератопатију састоји од интра  и екстрацелуларних липида. Хистохемијско бојење (уљасто црвено 0 и суданско црно Б) указује на депозите неутралних масти и фосфолипида. Остале карактеристике укључују инфламаторна жаришта испод епитела са уништавањем Бовмановог слоја кроз строму све до десцеметове мембране. Стромални едем и задебљање базалне мембране такође се могу визуализовати.
Фактори ризика
Депозиција липида у рожњачи може настати као последица системских поремећаја метаболизма липида (болест рибљег ока, Тангерова болест или породични недостатак липопротеина). 
Секундарни облик је такође повезан са претходним очним обољењима или повредама. У његовој основи најчешће се налази патологија херпетична инфекције рожњаче. 
Иако ретко, липидна кератопатија је пријављена и након едема рожњаче, као код хидропса или хируршке трауме, или имплантације.

## Клиничка слика
У основи клиничке слике налази се прогресивно смањење видне оштрине због карактеристичне густе кремасте замућености рођњаче.  Такоже симптоми основне болести  могу бити присутни у клиничкој слици код пацијената са секундарном ЛК.

## Дијагноза
Дијагноза примарне дегенерације липида заснива се на присуству липидних наслага у рожњачи без претходне васкуларизације, трауматских или инфламаторних промена.
Примарн  липидна кератопатија може бити периферна, централна или дифузна. Болест је обично обострана, а централни липидна кератопатија, често са кристалима холестерола, може озбиљно да смањи оштрину вида.
Секундарне карактеристике липидне кератопатије зависе од основног узрока, али се често може наћи карактеристичан густи жуто-бели инфилтрат повезан са присуством суседног крвног суда рожњаче.
Повезивање клиничке слике са патологијом је од суштинског значаја у дијагностици липидне кератопатије. Важно је утврдити да ли пацијент има симптоме који могу изазвати забринутост за секундарну липидну кератопатију, јер одговарајући третман основног стања може побољшати патологију пацијента и клинички исход. Сличне патологије се могу видети у аркусу рожњаче и другим стањима депозита рожњаче, која морају бити укључена у диференцијалну дијагнозу ЛК. У случајевима када неоваскуларизација и инфламаторни кератитис доводе до секундарне липидне кератопатије, основни узрок је обично повезан са претходном појавом херпетичне инфекције.

## Диференцијална дијагноза
Када се процењује липидоза рожњаче, кључно је размотрити низ диференцијалних дијагноза, укључујући и лук око рожњаче. Кератопатија је често гушћа од лука око рожњаче и може се појавити као кружни депозит поред крвних судова. Такође треба узети у обзир Шнидерову дистрофију рожњаче и друге болести рожњаче са наслагама као што су цистиноза, тирозинемија, хиперурикемија, мултипли мијелом, моноклонска гамопатија и инфективна кристална кератопатија.
Депозити у рожњачи могу бити изазвани и лековима, нпр. након примене: злата, хлорпромазина, хлорокина и клофазимин такође могу довести до таложења рожњаче.

## Терапија
У секундарном третману липидне кератопатије, треба се фокусирати на основну болест. Абнормална васкуларизација се може елиминисати фотокоагулацијом аргон ласером или иглом за каутеризацију да би се индуковала апсорпција липида кроз уништене доводне крвне судове. У лечењу липидне кератопатије примена аргонског ласера има за циљ да затвори доводне крвне судове који су преткодно идентификовани флуоресцеинском ангиографијом. Према подацима из литературе након примене ласера дошло је до смањења обима промена за 62%, а густине за 49%, до је оштрина вида побољшана за 48%. Мање компликације укључивале су привремено крварење у рожњачи и атрофију шаренице. Озбиљнији проблем је било јако стањивање рожњаче након ресорпције липида. Након ове интервенције пацијенте треба пажљиво пратити и одржавати на ниској дози топикалних стероида.
Радиофреквентна дијатермија неоваскуларних педикула такође може представљати ефикасну и безбедну алтернативну опцију за лечење липидне кератопатије. Код ове методе  која је недовољано истражена, потребно је спровести даље студије како би се испитала безбедност и ефикасност технике, као и потреба за поновним лечењем у већем броју случајева током дужих периода праћења.
Примена интрастромалних анти-ВЕГФ терапије може бити ефикасна  опција за лечење неоваскуларизације рожњаче. 
Хируруршка терапија
Иако је примарни облик липидне кератопатија реткост, пенетрирајућа кератопластика је пожељнији приступ. Чини се да су исходи графта повољни, вероватно због недостатка неоваскуларизације. 
У секундарном облику липидне кератопатија, уградња графта рожњаче остаје опција, али  је потребно релативно мировање, а клинички исход је прилично лош због стањивања рожњаче, хипоестезије и трајне васкуларизације.